# Dauntae Mariner
Dauntae Mariner, né le 25 janvier 2000 à Campbelltown en Australie, est un footballeur international samoan. Il joue au poste d'attaquant aux Nelson Suburbs.

## Biographie

### Jeunesse et formation
Il commence à jouer au football à l'âge de six ans. Pendant sa jeunesse, il joue pour les Mounties Wanderers et les Macarthur Rams. Avec sa famille, il déménage de Sydney à Brisbane pour jouer avec les Brisbane Strikers en 2013. Après trois ans au club, il est mis à l'essai par les Blackburn Rovers en Angleterre. En mai 2016, il rejoint le club pour un contrat de deux ans. Il est repéré par Blackburn alors qu'il était en tournée en Angleterre avec une équipe scolaire australienne. Il est également invité à des essais par le Middlesbrough FC et les Wolverhampton Wanderers.
En février 2018, il est l'un des nombreux joueurs signés par le FC Vizela, alors en deuxième division portugaise. L'année suivante, il retourne en Australie et rejoint l'équipe des moins de 19 ans du Brisbane Roar. Lors de la dix-neuvième journée, il inscrit un triplé contre le Sunshine Coast pour son premier match de la saison avec le club. À l'issue de la saison, il rejoint l'académie des Western Sydney Wanderers, un autre club de A-League.

### En club
Lors de la FFA Cup 2021, il inscrit un but pour les Gold Coast Knights moins d'une minute après son entrée en jeu pour battre Edge Hill United et se qualifier pour les 16e de finale. Pour la saison 2022, il rejoint Logan Lightning de la même ligue.
En 2024, il signe en Nouvelle-Zélande et rejoint les Nelson Suburbs. Il fait ses débuts pour ce club le 29 mars 2024 contre le FC Twenty 11. Titulaire, il joue l'intégralité de la rencontre. Son équipe s'impose largement 0-9.

### En équipe nationale
Né en Australie, il est d'origine samoane. Il se rend aux Samoa pour la première fois en janvier 2017 afin de faire des tests avec les moins de 17 ans des Samoa qui participent au Championnat d'Océanie des moins de 17 ans 2017. Plus tard dans le mois, il fait partie de l'équipe des Samoa,. Lui ainsi que plusieurs autres jeunes joueurs font leurs débuts internationaux le 17 novembre 2023, lors d'une défaite 1-0 contre les Îles Salomon aux Jeux du Pacifique 2023.
En juin 2024, il figure dans la liste des 23 joueurs samoans retenus par Ryan Stewart pour participer à la Coupe d'Océanie 2024,,.

### Vie privée
Il est le neveu de Tim Cahill et le cousin de Kyah Cahill,.